# 甘肃新疆巡抚
甘肃新疆巡抚是中国清朝末期新疆省建立之后负责管理新疆省的巡抚。

## 清朝
下面是光绪十年（1884年）新疆省建立以后的历任甘肃新疆巡抚。
| 姓名   | 生卒年        | 字        | 籍贯       | 出任年               | 卸任年               | 备注     |
| ------ | ------------- | --------- | ---------- | -------------------- | -------------------- | -------- |
| 刘锦棠 | 1844年—1894年 | 毅斋      | 湖南湘乡   | 光绪十年（1884年）   | 光绪十五年（1889年） |          |
| 魏光焘 | 1837年—1915年 | 光邴      | 湖南隆回   | 光绪十五年（1889年） | 光绪十六年（1890年） | 护       |
| 刘锦棠 | 1844年—1894年 | 毅斋      | 湖南湘乡   | 光绪十六年（1890年） | 光绪十七年（1891年） | 代       |
| 陶模   | 1835年—1902年 | 方之      | 浙江秀水   | 光绪十六年（1890年） | 光绪廿一年（1895年） |          |
| 饒應祺 | 1837年—1903年 | 子维      | 湖北恩施   | 光绪廿一年（1895年） | 光绪廿二年（1896年） | 署       |
| 饒應祺 | 1837年—1903年 | 子维      | 湖北恩施   | 光绪廿二年（1896年） | 光绪廿八年（1902年） |          |
| 潘效苏 | 1838年—？年   | 少泉      | 湖南湘乡   | 光绪廿八年（1902年） | 光绪卅一年（1905年） |          |
| 吴引荪 | 1848年—1917年 | 福茨      | 安徽歙县   | 光绪卅一年（1905年） | 光绪卅二年（1906年） | 署       |
| 联魁   | 1849年—？年   | 星樵/星喬 | 镶红旗满洲 | 光绪卅一年（1905年） | 宣统二年（1910年）   |          |
| 何彥升 | 1860年—1910年 | 秋辇      | 江苏江阴   | 宣统二年（1910年）   | 宣统二年（1910年）   | 当年去世 |
| 袁大化 | 1851年—1935年 | 行南      | 安徽蒙城   | 宣统二年（1910年）   | 宣统四年（1912年）   |          |